# Нигерия на зимних Олимпийских играх 2018
Нигерия на зимних Олимпийских играх 2018 года была представлена 4 спортсменами в 2 бобслейных дисциплинах. Это были первые зимние Олимпийские игры в истории Нигерии.
В ноябре 2017 года бобслейный экипаж пилота Сеун Адигун квалифицировался на Олимпийские игры. Нигерийские бобслеистки стали первыми и единственными представительницами Африки, квалифицировавшимися на Игры в бобслее как среди женщин, так и среди мужчин.
В январе 2018 года квалификационный отбор на Олимпийские игры преодолела скелетонистка Симиделе Адеагбо.

## Состав сборной
Бобслей
1. Сеун Адигун
2. Акуома Омеога
3. Нгози Онвумере

 Скелетон
1. Симиделе Адеагбо

## Результаты соревнований

### Бобслей

#### Бобслей
Квалификация спортсменов для участия в Олимпийских играх осуществлялась на основании рейтинга IBSF (англ. IBSF Ranking) по состоянию на 14 января 2018 года. По его результатам сборная Нигерии стала обдадателем континентальной олимпийской квоты в женских двойках.
Женщиины
| Соревнование | Спортсмены                                           | 1 заезд   | 1 заезд | 2 заезд   | 2 заезд | 3 заезд   | 3 заезд | 4 заезд   | 4 заезд | Итоговый результат | Итоговое место | Отставание |
| Соревнование | Спортсмены                                           | Результат | Место   | Результат | Место   | Результат | Место   | Результат | Место   | Итоговый результат | Итоговое место | Отставание |
| ------------ | ---------------------------------------------------- | --------- | ------- | --------- | ------- | --------- | ------- | --------- | ------- | ------------------ | -------------- | ---------- |
| двойки       | Сеун Адигун Акуома Омеога (1-2) Нгози Онвумере (3-4) | 52,21     | 19      | 52,55     | 19      | 52,31     | 19      | 52,53     | 19      | 3:29,60            | 19             | +7,15      |

#### Скелетон
Квалификация спортсменов для участия в Олимпийских играх осуществлялась на основании рейтинга IBSF (англ. IBSF Ranking) по состоянию на 14 января 2018 года.
Женщины
| Соревнование | Спортсмены       | 1 заезд   | 1 заезд | 2 заезд   | 2 заезд | 3 заезд   | 3 заезд | 4 заезд   | 4 заезд | Итоговый результат | Итоговое место | Отставание |
| Соревнование | Спортсмены       | Результат | Место   | Результат | Место   | Результат | Место   | Результат | Место   | Итоговый результат | Итоговое место | Отставание |
| ------------ | ---------------- | --------- | ------- | --------- | ------- | --------- | ------- | --------- | ------- | ------------------ | -------------- | ---------- |
| женщины      | Симиделе Адеагбо | 54.19     | 20      | 54.58     | 20      | 53.73     | 20      | 54.28     | 20      | 3:36.78            | 20             | +9.50      |